# Бійчик (техніка)
Бі́йчик, також бойо́к, заст. клю́па — елемент механізму або машини (верстата, інструмента), що передає вдарну дію. Бійчиками зовуться обидві вдарні поверхні. Бійчик, як правило, є монолітною деталлю.

## Застосування бійчика
Бійчик застосовують, коли неможливо надати потрібних міцнісних та інших властивостей тим елементам конструкції, які мали б здійснювати вдарну дію без бійчика, та/або коли вимагається часта заміна деталі у зв'язку з її звичайним зносом.

## Джерело
- «Боёк» [Архівовано 22 грудня 2014 у Wayback Machine.] на dic.academic.ru